# Sume - Mumisitsinerup Nipaa
Sume - Lyden af en revolution er en dokumentarfilm fra 2014 instrueret af Inuk Silis Høegh efter manuskript af Inuk Silis Høegh, Emile Hertling Péronard, Ine Urheim.  Den handler om det første grønlandske rockband Sumé, som i 1970'erne satte ord på grønlændernes længsel efter frihed og medbestemmelse.